# سريك سابييف
سريك سابييف (مواليد 16 نوفمبر 1983) هو ملاكم كازاخستاني، مثّل بلاده في الألعاب الأولمبية الصيفية في دورتي 2008 و2012.

## روابط خارجية
سريك سابييف على موقع بوكس ريك (الإنجليزية) (registration required)
- سريك سابييف على موقع اللجنة الأولمبية الدولية (الإنجليزية)
- سريك سابييف على موقع أوليمبيديا (الإنجليزية)